# Logorun
Logorun – bezludna wyspa w Chorwacji, na Morzu Adriatyckim. Jest częścią Archipelagu Szybenickiego. 
Jest położona pomiędzy wyspami Tijat i Prvić, 550 m od stałego lądu. Zajmuje powierzchnię 0,39 km², a jej wymiary to 1,3 x 0,4 km. Długość linii brzegowej to 4 km. Wyspa jest zbudowana z wapienia. Roślinność wyspy jest uboga.